# Betly
Betly, ossia La capanna svizzera és una òpera buffa en un acte (originalment en dos actes) de Gaetano Donizetti. El mateix compositor italià és l'autor del llibret, basat en el que Eugène Scribe i Anne-Honoré-Joseph Duveyrier de Mélésville van escriure per a l'òpera Le chalet d'Adolphe Adam. Es va estrenar al Teatro Nuovo de Nàpols el 24 d'agost de 1836. Es va representar al Teatro Nou de Barcelona el 1844.